# Арайлы (Туркестанская область)
Арайлы (каз. Арайлы, до 2000 г. — Новый Путь) — село в Мактааральском районе Туркестанской областьи Казахстана. Административный центр Жанажолского сельского округа. Код КАТО — 514455100.

## Население
В 1999 году население села составляло 722 человека (337 мужчин и 385 женщин). По данным переписи 2009 года, в селе проживали 883 человека (419 мужчин и 464 женщины).